# Куйбышевское книжное издательство
«Ку́йбышевское кни́жное изда́тельство» — советское государственное издательство. Основано в 1918 году в Самаре. Ликвидировано в 1991 году.

## История
Основано в 1918 году как «Губернское издательство». В 1929 году было переименовано в «Краевое книжное издательство», в 1953 году — в «Куйбышевское книжное издательство». В 1963 году перешло в подчинение Государственному комитету Совета министров РСФСР по печати.
Специализировалось на выпуске массово-политической, сельскохозяйственной, производственной, художественной и краеведческой литературы.
В 1991 году преобразовано в «Самарское книжное издательство».
| Статистика по объёмам производства. 1979–1990 годы | Статистика по объёмам производства. 1979–1990 годы | Статистика по объёмам производства. 1979–1990 годы | Статистика по объёмам производства. 1979–1990 годы | Статистика по объёмам производства. 1979–1990 годы | Статистика по объёмам производства. 1979–1990 годы | Статистика по объёмам производства. 1979–1990 годы | Статистика по объёмам производства. 1979–1990 годы |
| —                                                  | 1979                                               | 1980                                               | 1982                                               | 1983                                               | 1984                                               | 1985                                               | 1990                                               |
| -------------------------------------------------- | -------------------------------------------------- | -------------------------------------------------- | -------------------------------------------------- | -------------------------------------------------- | -------------------------------------------------- | -------------------------------------------------- | -------------------------------------------------- |
| Книг и брошюр, печатных единиц                     | 61                                                 | 58                                                 | 70                                                 | 64                                                 | 59                                                 | 64                                                 | 49                                                 |
| Тираж, млн экз.                                    | 2,1                                                | 2,2495                                             | 2,5003                                             | 1,9841                                             | 2,2638                                             | 2,1494                                             | 1,3699                                             |
| Печатных листов-оттисков, млн                      | н. д.                                              | 19,8619                                            | 25,3158                                            | 25,8623                                            | 28,3283                                            | 31,6893                                            | 24,1051                                            |